# Kabupaten Buol
Kabupaten Buol (indonesiska: Kabupaten Buol Tolitoli, engelska: Buol Regency) är ett kabupaten i Indonesien.   Det ligger i provinsen Sulawesi Tengah, i den norra delen av landet, 1 700 km nordost om huvudstaden Jakarta. Antalet invånare är 132 330.